# Lophoptera illucidana
Lophoptera illucidana är en fjärilsart som beskrevs av Embrik Strand 1917. Lophoptera illucidana ingår i släktet Lophoptera och familjen nattflyn. Inga underarter finns listade i Catalogue of Life.